# Josep Gregori Sanjuan
Josep Gregori Sanjuan (Alzira, 1959) és un narrador i editor valencià. Fundà l'editorial Bromera el 1986.
Josep Gregori és un defensor de la llengua catalana, tant com autor com editor. L'editorial Bromera col·labora amb Escola Valenciana, promotora de la normalització lingüística al País Valencià. Bromera va publicar un èxit editorial amb una novel·la juvenil: L'últim roder, de Josep Franco, l'any 1986 i ha publicat més de 1.200 títols i més de 6 milions d'exemplars. Gregori va ser membre en l'organització dels Premis Literaris Ciutat d'Alzira i de la Fundació Bromera,

## Obres
- Romànica ficció. 1985
- Tirar les cartes. 1986
- La claredat incerta de l'alba. 1989
- Un segrest per tot el morro. 1989
- Tereseta la bruixeta. 1991 Versió en castellà La Brujita Teresita. 1993, 2015
- Moguda a la biblioteca. 1992. Versió en euskera: Mugida liburutegian. 1994, ed. Elkarlanean; versió en gallec: Movida na biblioteca. 1994, ed. Xerais
- De cine, Tereseta. 2001
- Sèrie Sargantana 1 a 6. 2010; versió en castellà: Salamandra
- La bufanda verda. 2016; versió en anglès: The green scarf. 2017
- La bruixa sense trellat. 2016
- Invasió. 2016
- La bruixa ximpleta. 2017

## Premis
- Constantí Llombart (Ciutat de València) 1985 i 1989[1]
- Enric Valor 1988[1]
- Folch i Torres 1991[3]